# 日之出町 (島田市)
日之出町（ひのでちょう）は静岡県島田市の町名。

## 地理
島田市の中部、島田地区の中心部・JR島田駅北に位置する。東で栄町、西で本通一丁目、南で横井三丁目、北で本通（二丁目・三丁目）と接する。

## 歴史
東海道五十三次の23番目の宿場町である島田宿のあった島田地区（旧島田町）では、通称地名が使用されていたものの正式ではなかったため、島田市○○○○番地と表記するようになっていた。それでは不都合が生じたことから、住居表示や町の新設事業、土地区画整理事業を行ってきた。

### 沿革
- 1889年（明治22年）4月1日 - 町村制の施行により、志太郡島田宿が単独で志太郡島田町となる[WEB 6]。
- 1948年（昭和23年）1月1日 – 島田町が市制施行し、島田市となる。
- 1985年（昭和61年）1月18日 - 市街地整備を目的とした中央第二土地区画整理事業（第二工区）の換地処分の実施に伴い、字なしの一部から日之出町が新設される [WEB 7]。

## 施設
- JR島田駅
- 静岡県警察島田警察署島田駅前交番
- 島田商工会議所

## 交通

### 鉄道
- JR東海道線：（掛川・浜松 方面 - ）島田（ - 静岡・沼津 方面）

### バス
- JR島田駅北口にバスロータリーがあり、しずてつジャストライン・島田市コミュニティバスの路線バスが発着している。

### 道路
- 静岡県道55号島田停車場線

## その他

### 学区
小学校・中学校の学区は以下の通りである。
| 番・番地等 | 小学校                 | 中学校                 |
| ---------- | ---------------------- | ---------------------- |
| 全域       | 島田市立島田第二小学校 | 島田市立島田第一中学校 |

### 警察
警察の管轄区域は以下の通りである。
| 番・番地等 | 警察署     | 交番・駐在所 |
| ---------- | ---------- | ------------ |
| 全域       | 島田警察署 | 島田駅前交番 |

### WEB
1. ↑  “h02_22.csv”.   総務省 (2022年2月10日). 2025年7月21日閲覧。
2. ↑  “静岡県島田市日之出町 (222090700)”.   人文学オープンデータ共同利用センター. 2025年7月21日閲覧。
3. ↑  “静岡県 > 島田市の郵便番号一覧 - 日本郵便株式会社”.   日本郵便. 2025年7月21日閲覧。
4. ↑  “市外局番の一覧”.   総務省 (2022年3月1日). 2025年7月21日閲覧。
5. ↑  “事業所案内及び管轄地域（事務所3件、分室3件）”.   一般社団法人静岡県自動車会議所. 2025年7月21日閲覧。
6. ↑  “historyofcities.pdf”.   静岡県総務部合併推進室・財団法人静岡県市町村振興協会. 2025年7月21日閲覧。
7. ↑  “R040327jyushokyusin.pdf”.   島田市 (2022年3月22日). 2025年7月21日閲覧。
8. ↑  “学区一覧 - 島田市公式ホームページ”.   島田市 (2024年4月1日). 2025年7月21日閲覧。
9. ↑  “島田駅前交番｜静岡県警察”.   静岡県警察 (2023年7月19日). 2025年7月21日閲覧。